# Sonic Nurse
Albums de Sonic Youth
Murray Street
(2002) SYR6: Koncertas Stan Brakhage Prisiminimui
(2006)
Sonic Nurse est un album du groupe Sonic Youth sorti en 2004 sur Geffen. Il s'agit du deuxième album avec Jim O'Rourke. Sa version vinyle contient 2 vinyles. La version CD contient des éléments multimédia, notamment un lien vers un site secret donnant accès à des bonus sur le site officiel. La version publié au Royaume-Uni contient un titre supplémentaire, Kim Chords.
Sa pochette présente des peintures de Richard Prince.

## Liste des titres
1. Pattern Recognition - 6:33
2. Unmade Bed - 3:53
3. Dripping Dream - 7:46
---
4. Kim Gordon and the Arthur Doyle Hand Cream - 4:51
5. Stones - 7:08
6. Dude Ranch Nurse - 5:44
---
7. New Hampshire - 5:12
8. Paper Cup Exit - 5:57
---
9. I Love You Golden Blue - 7:03
10. Peace Attack - 6:12

### Titre supplémentaire de la version publiée au Royaume-Uni
1. Kim Chords - 5:59

## Composition du groupe
- Kim Gordon - Basse/Chant
- Thurston Moore - Guitare/Chant
- Lee Ranaldo - Guitare/Chant
- Steve Shelley - Batterie
- Jim O'Rourke - Basse/Électroniques